# Museum des Kosovo

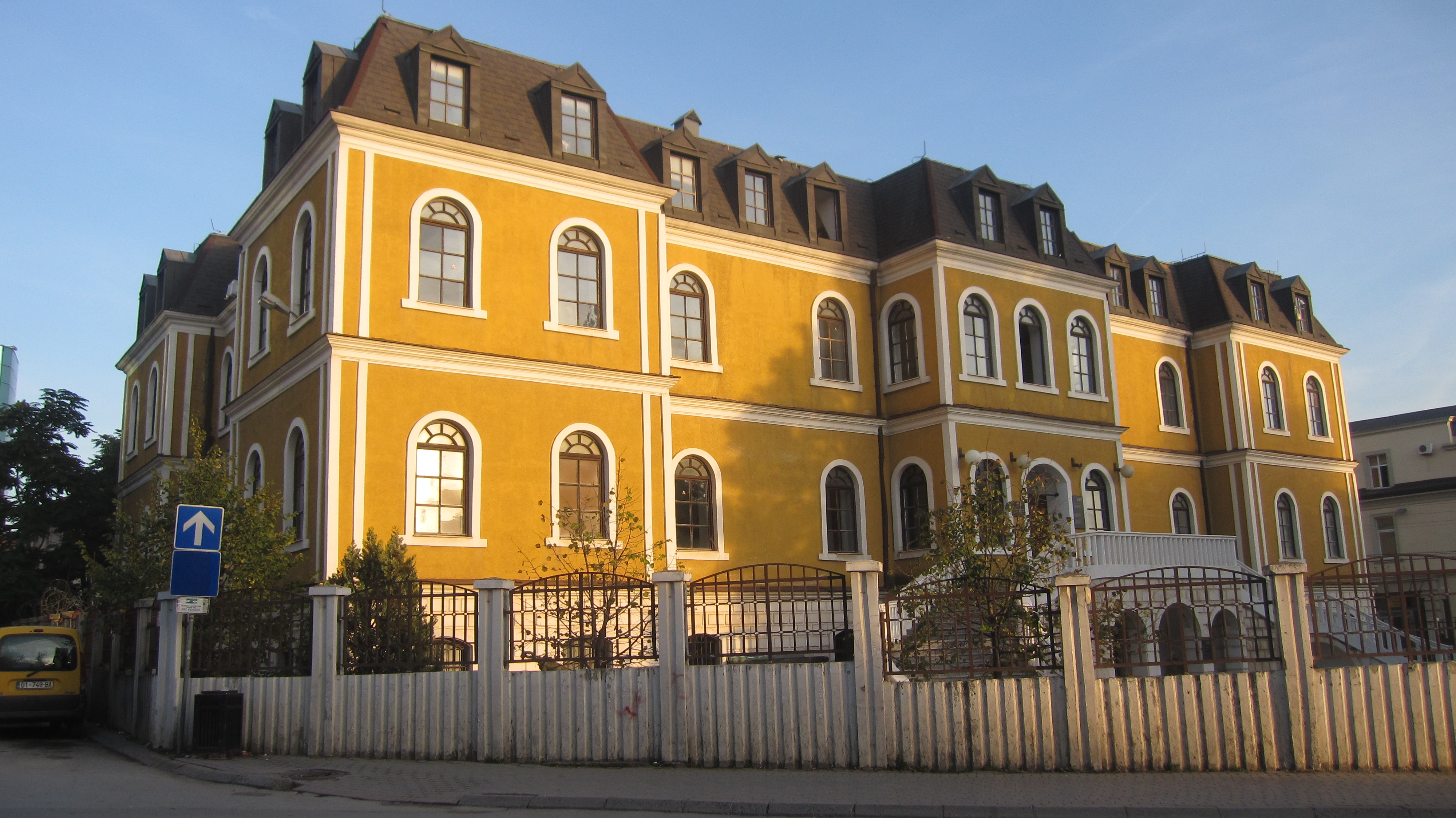
Das Hauptgebäude im Zentrum Pristinas

Das Museum des Kosovo (albanisch Muzeu i Kosovës, serbisch Музеј Косова Muzej Kosova) ist das größte und wichtigste Museum im Kosovo. Es befindet sich in der Hauptstadt Pristina und wurde 1949 gegründet. Die Sammlung enthält über 50.000 Artefakte. Weitere 1.200 Objekte sollen in Zukunft von Belgrad zurückgebracht werden.

## Aufgaben und Organisation
Das Museum wurde im Jahr 1949 zur Erhaltung, Restaurierung, Konservierung und Präsentierung des kulturellen Erbes aus dem Territorium der heutigen Republik Kosovo gegründet. Es ist in vier organisatorische Abteilungen gegliedert: Archäologie und Numismatik, Ethnologie, Moderne Geschichte und Natur.

## Ausstellungsgebäude

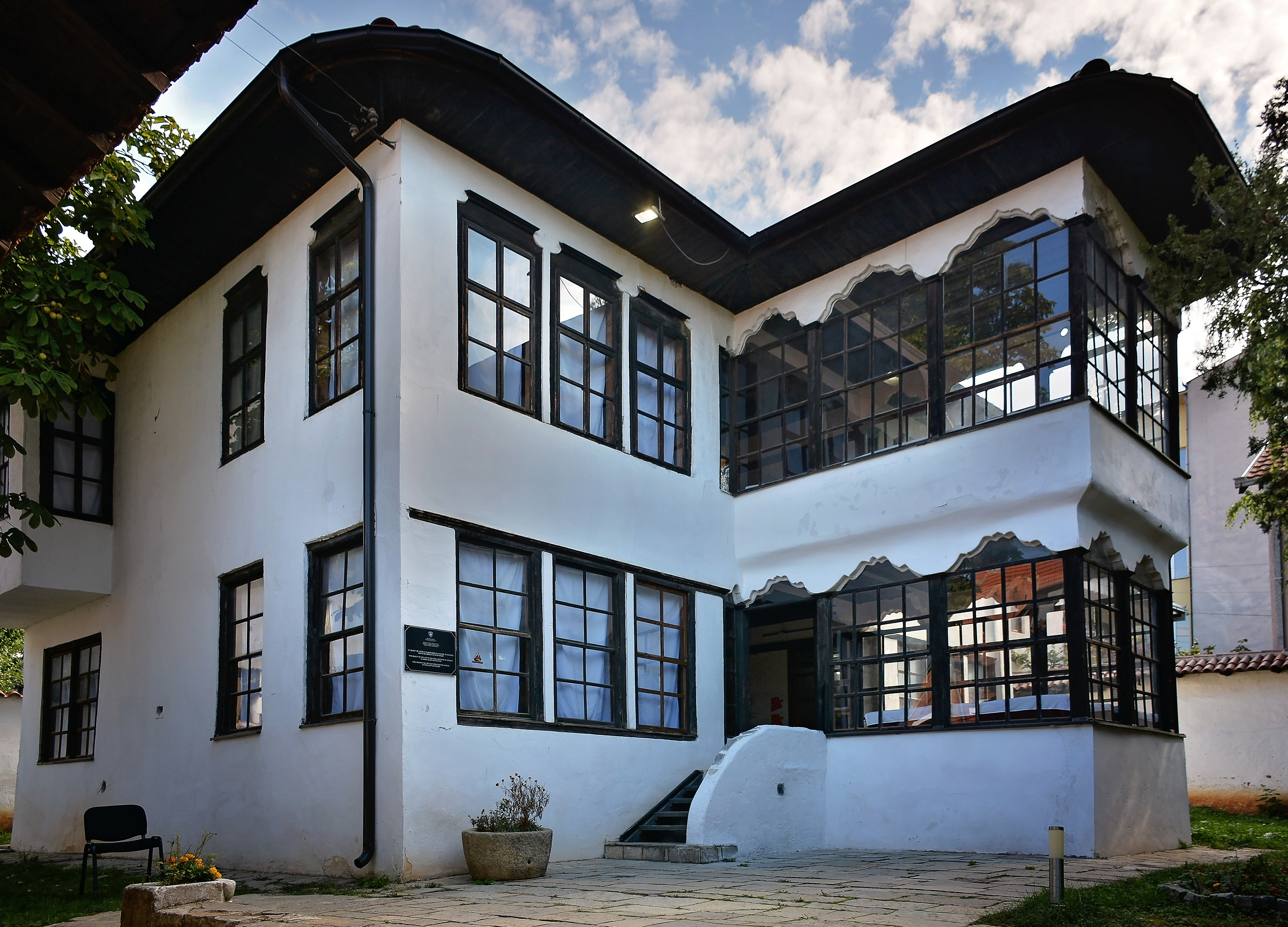
Das Ethnologische Museum

Die Exponate und Artefakte des Museums werden in drei Gebäuden ausgestellt und aufbewahrt. Das Hauptgebäude befindet sich an der Straße Ibrahim Lutfiu Haxhi Zeka, gleich hinter der Çarshi-Moschee im historischen Stadtzentrum. Es wurde 1889 im österreichisch-ungarischen Stil für zunächst militärische Zwecke erbaut. Zwei Hallen werden für Schausammlungen und eine für Sonderausstellungen genutzt. Auch der Innenhof sowie der archäologische Park (Lapidarium) beim Hauptgebäude dienen bei verschiedenen Ausstellungen. Der dritte Stock des Gebäudes ist die Arbeitsstätte des Archäologischen Instituts des Kosovo. Eines der bedeutendsten Ausstellungsobjekte ist die Gottheit auf dem Thron, eine Terracotta-Figur der Vinča-Kultur.
Das Ethnologische Museum ist ein integraler Bestandteil des Museums des Kosovo. Es ist in vier historischen Gebäuden an der Straße Henrik Barić im Norden der Altstadt untergebracht, zwei davon sind im 18. und zwei im 19. Jahrhundert erbaut. Der Gebäude-Komplex ist nach Emin Gjika, einem lokalen Kaufmann, benannt. Seit 2006 befindet sich dort die ethnologische Schausammlung des Museums des Kosovo.
Das Haus der Unabhängigkeit ist der dritte und letzte Bestandteil des Museums und sammelt Artefakte, Fotografien, Dokumente und ähnliches, die als Thema die 2008 erfolgte Unabhängigkeit der Republik Kosovo haben.